# Nadeżda Jordanowa
Nadeżda Georgiewa Jordanowa, bułg. Надежда Георгиева Йорданова (ur. 6 marca 1973 w Kubracie) – bułgarska polityk, prawniczka i urzędniczka, posłanka do Zgromadzenia Narodowego, od 2021 do 2022 minister sprawiedliwości.

## Życiorys
Ukończyła prawo na Uniwersytecie Sofijskim im. św. Klemensa z Ochrydy. Pracowała w miejskiej komisji wyborczej w Kubracie, od 1995 była urzędniczką w ministerstwie rozwoju regionalnego i robót publicznych, dochodząc do stanowisko dyrektora departamentu prawnego. W 2007 uzyskała uprawnienia adwokata w ramach izby adwokackiej w Razgradzie. W latach 2014–2015 kierowała gabinetem politycznym ministra sprawiedliwości Christa Iwanowa. Dołączyła do założonej przez niego partii Tak, Bułgaria!, wchodząc w skład jej kierownictwa.
W wyborach z kwietnia 2021 i z lipca 2021 z ramienia liberalnej koalicji Demokratyczna Bułgaria uzyskiwała mandat posłanki do Zgromadzenia Narodowego 45. i 46. kadencji.
W grudniu 2021 objęła stanowisko ministra sprawiedliwości w nowo utworzonym rządzie Kiriła Petkowa. Zakończyła urzędowanie wraz z całym gabinetem w sierpniu 2022. W październiku 2022, kwietniu 2023, czerwcu 2024 i październiku 2024 ponownie była wybierana do bułgarskiego parlamentu.